# Branko Pleše
Branko Pleše, ps. Isusek (ur. 12 stycznia 1915 w Delnicach, zm. 28 marca 1980 w Zagrzebiu) – chorwacki piłkarz, występujący na pozycji lewego pomocnika. Jeden z najwszechstronniejszych zawodników w historii jugosłowiańskiego futbolu, występował na wszystkich pozycjach, począwszy od bramkarza i lewego obrońcy. W ligowym spotkaniu Dinama Zagrzeb rozgrywanym w Zagrzebiu z Crveną Zvezda (2:2) zmienił bramkarza Zvonko Dogana.

## Kariera
Karierę juniorską zaczynał w roku 1929 w zagrzebskim klubie HŠK Concordia. Od roku 1935 do 1945 występuje w zespole Građanski Zagrzeb, gdzie w roku 1937 i 1940 wywalczył
tytuł mistrza Chorwacji. Po zakończeniu wojny w 1945 i rozwiązaniu Građanskiego, zawodnik przeszedł do spadkobiercy tego klubu, Dinama Zagrzeb. W zespole grał do roku 1950, kiedy to zakończył piłkarską karierę. W międzyczasie wystąpił w 155 ligowych meczach „Modrich”, zdobywając także w roku 1948 tytuł Mistrza Jugosławii.
- HŠK Concordia Zagrzeb, 1929–1935
- Građanski Zagrzeb, 1935–1945
- Dinamo Zagrzeb, 1945–1950

Pleše wystąpił w 24 spotkaniach reprezentacji miasta Zagrzebia (1935–1949), sześciokrotnie wystąpił w reprezentacji Jugosławii, gdzie zdobył 3 gole. Trzynastokrotnie wystąpił także w reprezentacji Niezależnego Państwa Chorwackiego, gdzie zdobył trzy gole. Swojego pierwszego gola w reprezentacji Jugosławii zdobył w spotkaniu przeciwko Turcji wygranym przez Jugosławię 3:1, kolejne dwa zaś w spotkaniu z Czechosłowacją przegranym 4:5. W reprezentacji zadebiutował 9 maja 1937 w towarzyskim meczu przeciwko Węgrom w Budapeszcie, zremisowanym 1:1. Warto zauważyć, że w spotkaniu tym wystąpił jako lewy obrońca. Ostatni raz w reprezentacji wystąpił w pierwszym powojennym meczu reprezentacji, rozgrywanym 9 maja 1946 przeciwko Czechosłowacji w Pradze wygranym przez Jugosławię 2:0. W tym meczu swoją reprezentacyjną karierę skończyło wielu piłkarzy chorwackiej generacji lat 40. – do gry w reprezentacji nie dopuszczono ich w wyniku nieporozumień politycznych – w czasie reżimu Ante Pavelicia byli jego zwolennikami i aktywistami. Byli to: Ljubomir Lovrić, Srđan Mrkušić, Frane Matošić, Zvonimir Cimermančić, Franjo Welfl i Miroslav Brozović.
W reprezentacji NDH zadebiutował 15 czerwca 1941 w rozgrywanym w Wiedniu meczu przeciwko Niemcom Faszystowskim. Chorwaci przegrali ten mecz 1:5, chociaż zaczęło się od prowadzenia, po golu Franjo Wölfla. Warto zauważyć, że jednego z goli dla Niemiec zdobył przedwojenny napastnik reprezentacji Polski, Ernest Wilimowski. Ostatni raz na boisku w chorwackiej reprezentacji pojawił się w jej ostatnim przedwojennym meczu, rozgrywanym 9 kwietnia 1944 w Zagrzebiu, na stadionie Gradjanskiego. Chorwaci spotkali się wtedy ze Słowacją. Ten mecz zwyciężyli 7:3, a w tym spotkaniu aż dwóch zawodników ustrzeliło hat-tricka, superstrzelec chorwacki Franjo Wölfl i słowacki snajper Pavol Arpas. Swojego pierwszego gola, zdobył także w meczu ze Słowacją, rozgrywanym w roku 1941, który Chorwaci wygrali 5:2, a Pleše zdobył wtedy gola na 4:0. Drugiego gola zdobył w spotkaniu przeciwko Bułgarii wygranym aż 6:0 – „Isusek” trafił wtedy na 5:0. Najważniejszym jednak i ostatnim w reprezentacji NDH golem był ten zdobyty 14 czerwca 1942 w Budapeszcie przeciwko Węgrom – zremisowanym przez Chorwatów 1:1. Najpierw dla Madziarów trafił Ferenc Szusza w 60 minucie, a dwadzieścia minut później remis zapewnił „Hrvatskiej” właśnie Pleše. Ogółem w reprezentacji wystąpił 13 razy, zdobywając 3 gole.
Po zakończeniu piłkarskiej kariery, został trenerem, trenował takie zespoły jak pochodzący z Bośni NK Sloboda Tuzla, NK Dubrovnik i zagrzebskie kluby NK Trnje i NK Dubrava, a w roku 1978 został trenerem żeńskiego zespołu SK Loto Zagrzeb. Zmarł w roku 1980 w Zagrzebiu, w wieku 65 lat.

## Mecze
- 1. 9 maja 1937, Budapeszt, Węgry – Jugosławia 1:1
- 2. 6 czerwca 1937, Belgrad, Jugosławia – Belgia 1:1
- 3. 1 sierpnia 1937, Belgrad, Jugosławia – Turcja 3:1
- 4. 3 października 1937, Praga, Czechosłowacja – Jugosławia 5:4
- 5. 10 października 1937, Warszawa, Polska – Jugosławia 4:0
- 6. 9 maja 1946, Praga, Czechosłowacja – Jugosławia 0:2
- 1. 15 czerwca 1941, Wiedeń, Niemcy – Chorwacja 5:1
- 2. 28 września 1941, Zagrzeb, Chorwacja – Słowacja 5:2
- 3. 18 stycznia 1942, Zagrzeb, Chorwacja – Niemcy 0:2
- 4. 5 kwietnia 1942, Genua, Włochy – Chorwacja 4:0
- 5. 13 kwietnia 1942, Zagrzeb, Chorwacja – Bułgaria 6:0
- 6. 7 czerwca 1942, Bratysława, Słowacja – Chorwacja 1:2
- 7. 14 czerwca 1942, Budapeszt, Węgry – Chorwacja 1:1
- 8. 8 września 1942, Zagrzeb, Chorwacja – Słowacja 6:1
- 9. 11 października 1942, Bukareszt, Rumunia – Chorwacja 2:2
- 10. 1 listopada 1942, Stuttgart, Niemcy – Chorwacja 5:1
- 11. 4 kwietnia 1943, Zurych, Szwajcaria – Chorwacja 1:0
- 12. 10 kwietnia 1943, Zagrzeb, Chorwacja – Słowacja 1:0
- 13. 9 kwietnia 1944, Zagrzeb, Chorwacja – Słowacja 7:3